# U.S. News & World Report
A U.S. News & World Report (USNWR, US NEWS) é uma empresa de mídia americana que publica notícias, conselhos ao consumidor, classificações e análises. A empresa foi lançada em 1948 como a fusão do jornal semanal com foco doméstico U.S. News e da revista semanal com foco internacional World Report. Em 1995, a empresa lançou seu site, usnews.com e, em 2010, deixou de imprimir sua revista semanal de notícias, publicando apenas suas edições impressas de classificação. A US News licencia seu nome para os assuntos que classifica, para que eles possam usar as classificações anuais na literatura promocional.

## História

### Século 20

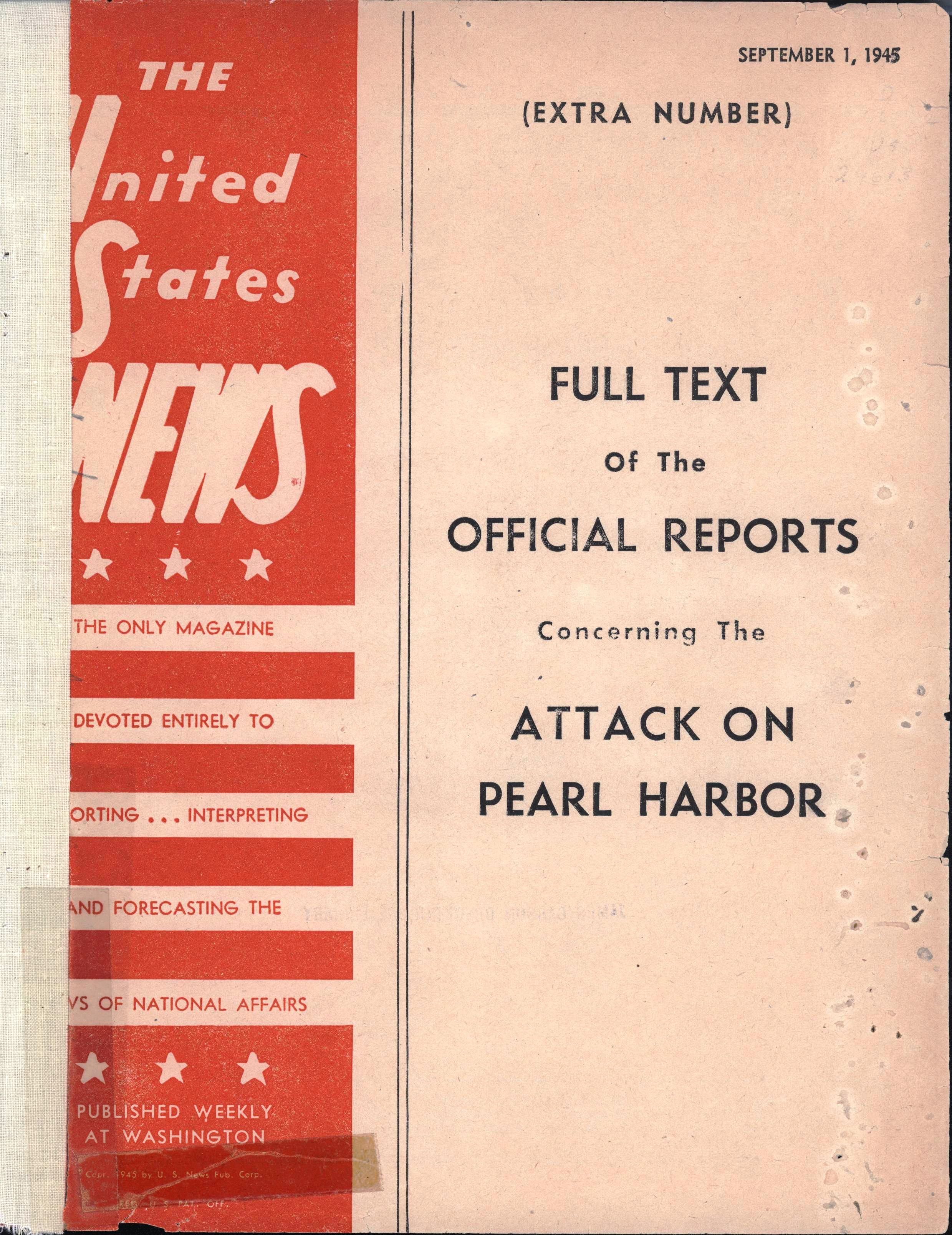
A edição de 1º de setembro de 1945 do United States News relatando o ataque a Pearl Harbor em 7 de dezembro de 1941.

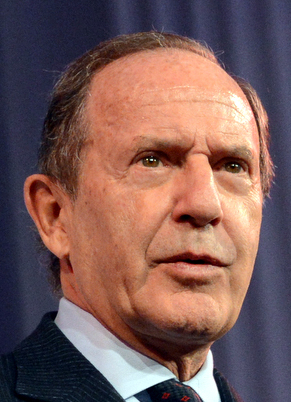
Mortimer Zuckerman, que adquiriu a U.S. News & World Report em outubro de 1984.

Após o fechamento do United States Daily [en], que foi publicado entre 1926 e 1933, David Lawrence [en] (1888-1973) fundou o jornal United States News em 1933, que foi convertido para o formato de revista em 1940.
Em 1946, Lawrence fundou a revista World Report. As duas revistas cobriam notícias nacionais e internacionais separadamente. Em 1948, Lawrence as fundiu na U.S. News & World Report e depois vendeu a revista para seus funcionários. No início, a revista tendia a ser um pouco mais conservadora do que suas duas principais concorrentes, Time e Newsweek, concentrando-se mais em histórias sobre economia, saúde e educação. Ela também evitava notícias sobre esportes, entretenimento e celebridades.
Marcos importantes no início da história da revista incluem a introdução da coluna “Washington Whispers” em 1934 e a coluna “News You Can Use” em 1952. Em 1958, a circulação da revista semanal passou de um milhão, chegando a dois milhões em 1973.
Desde 1983, a U.S. News & World Report é conhecida principalmente por sua influente classificação e relatórios anuais de faculdades e instituições de pós-graduação, abrangendo a maioria dos campos e assuntos. A U.S. News & World Report é a mais antiga e mais conhecida classificadora de instituições acadêmicas dos Estados Unidos, e abrange as áreas de negócios, direito, medicina, engenharia, educação, ciências sociais e assuntos públicos, além de muitas outras áreas. Sua edição impressa tem sido constantemente incluída em listas nacionais de best-sellers, aumentadas por assinaturas on-line. Outras classificações publicadas pela U.S. News & World Report incluem hospitais, especialidades médicas e automóveis.
Em outubro de 1984, o editor e incorporador imobiliário de Nova York, Mortimer Zuckerman, comprou a U.S. News & World Report. Ele também era proprietário do New York Daily News. Em 1993, a U.S. News & World Report entrou no mundo digital fornecendo conteúdo para a CompuServe e, em 1995, foi lançado o site usnews.com.

### Século 21
Em 2001, o site ganhou o prêmio National Magazine Award para Excelência Geral On-line. Em 2007, a U.S. News & World Report publicou sua primeira lista das melhores escolas de ensino médio dos Estados Unidos. Sua metodologia de classificação incluía pontuações de testes estaduais e documentava o sucesso de alunos pobres e de minorias nos exames, além do desempenho das escolas nos exames de Advanced Placement [en].
A partir de junho de 2008, a revista reduziu sua frequência de publicação em três etapas. Em junho de 2008, citando um declínio geral na circulação e na publicidade da revista, a U.S. News & World Report anunciou que se tornaria uma publicação quinzenal, a partir de janeiro de 2009. Ela esperava que os anunciantes fossem atraídos pela programação, que permitia que os anúncios ficassem nas bancas por mais uma semana. No entanto, cinco meses depois, a revista mudou novamente sua frequência, tornando-se mensal.
Em agosto de 2008, a U.S. News expandiu e reformulou sua seção de opinião on-line. A nova versão da página de opinião incluía novos conteúdos diários de opinião, bem como o novo blog da Thomas Jefferson Street. Um memorando interno foi enviado à equipe da revista em 5 de novembro de 2010, informando que “a edição de dezembro será nossa última mensal impressa enviada aos assinantes, cujas assinaturas impressas e réplicas digitais restantes serão preenchidas por outras editoras.” O memorando dizia que a publicação passaria para um formato principalmente digital, mas que edições especiais como “os guias de faculdades e de instituições de pós-graduação, bem como guias de finanças pessoais e hospitalares” seriam impressos.
Antes de encerrar a publicação física em 2010, a U.S. News era, em geral, a terceira revista geral de notícias dos Estados Unidos, depois da Time e da Newsweek. Uma revista digital semanal, a U.S. News Weekly, lançada em janeiro de 2009, continuou a oferecer conteúdo por assinatura até interromper a publicação no final de abril de 2015.

## Propriedade
A empresa pertence à U.S. News & World Report, L.P., uma empresa privada com sede editorial em Washington, D.C. e seus escritórios de publicidade, vendas e corporativos em Nova York e Nova Jersey. A mudança da empresa para a web possibilitou que a U.S. News & World Report expandisse seu jornalismo de serviço com a introdução de vários produtos de classificação voltados para o consumidor.
No início da década de 2010, sob a liderança de Brian Kelly [en], a empresa voltou a ser lucrativa, em grande parte por meio de seu modelo de lista, adotado em 2009, e da facilidade com que foi transferido para a publicação on-line.
A equipe de liderança inclui o presidente executivo Eric Gertler, o presidente e diretor executivo William Holiber, o diretor financeiro e diretor de operações Neil Maheshwari e Dafna Linzner, diretora editorial. Brian Kelly foi o diretor de conteúdo de abril de 2007 a agosto de 2019 e Kim Castro foi o diretor de conteúdo até 2023. A empresa é propriedade do proprietário de mídia Mortimer Zuckerman.

## Classificações

### Quem Comanda os Estados Unidos?
As primeiras classificações da U.S. News & World Report foram as pesquisas “Quem Comanda os Estados Unidos?”. Elas foram publicadas anualmente na primavera de 1974 a 1986. A capa da revista para cada lançamento apresentava pessoas selecionadas pela USN & WR como sendo as dez pessoas mais poderosas dos Estados Unidos. Cada edição da série listava o presidente dos Estados Unidos como a pessoa mais poderosa, mas a segunda posição incluía pessoas como o Secretário de Estado dos Estados Unidos Henry Kissinger (1974), os presidentes da Reserva Federal dos Estados Unidos Paul Volcker e Arthur F. Burns [en] (cada um listado em vários anos) e o senador americano Ted Kennedy (1979). A maioria dos dez primeiros colocados de cada ano eram funcionários do governo; ocasionalmente, outros foram incluídos, como os âncoras de TV Walter Cronkite e Dan Rather, o presidente do Chase Bank [en], David Rockefeller, o líder da AFL-CIO, George Meany [en], e o defensor do consumidor Ralph Nader. A única mulher a entrar na lista dos dez primeiros foi a primeira-dama Rosalynn Carter em 1980.
Além dessas dez pessoas mais importantes, a publicação também incluiu pessoas importantes em cada um dos vários campos, incluindo educação, negócios, finanças, jornalismo e outras áreas. A pesquisa foi descontinuada após sua edição de 1986.

### Melhores Países
A classificação dos melhores países se concentra na qualidade de vida geral de cada país. Isso inclui fatores como saúde, educação, segurança e acesso a comodidades. Os países que ocupam as primeiras posições nessa lista geralmente têm fortes programas de bem-estar social, altas taxas de expectativa de vida e baixos índices de criminalidade. Um dos principais componentes da classificação dos Melhores Países da U.S. News é a análise de dados de fontes confiáveis, como o Banco Mundial, a Organização das Nações Unidas e o Fórum Econômico Mundial. A classificação dos países também incorpora opiniões de especialistas e respostas a pesquisas de um grupo diversificado de pessoas, incluindo líderes empresariais, acadêmicos e membros do público em geral.
| A classificação dos melhores países da U.S. News em 2024 |
| Geral                                                    |
| 1. Suíça                                                 |
| 2. Japão                                                 |
| 3. Estados Unidos                                        |
| 4. Canadá                                                |
| 5. Austrália                                             |
| 6. Suécia                                                |
| 7. Alemanha                                              |
| 8. Reino Unido                                           |
| 9. Nova Zelândia                                         |
| 10. Dinamarca                                            |
|                                                          |
| Qualidade de vida                                        |
| 1. Dinamarca                                             |
| 2. Suécia                                                |
| 3. Suíça                                                 |
|                                                          |
| Aventura                                                 |
| 1. Brasil                                                |
| 2. Itália                                                |
| 3. Grécia                                                |
|                                                          |
| Mudanças                                                 |
| 1. Emirados Árabes Unidos                                |
| 2. China                                                 |
| 3. Catar                                                 |
|                                                          |
| Herança                                                  |
| 1. Grécia                                                |
| 2. Itália                                                |
| 3. Espanha                                               |
|                                                          |
| Equidade racial                                          |
| 1. Dinamarca                                             |
| 2. Finlândia                                             |
| 3. Nova Zelândia                                         |
|                                                          |
| Vida ecológica                                           |
| 1. Suécia                                                |
| 2. Finlândia                                             |
| 3. Suíça                                                 |

### Melhores Faculdades
O U.S. News & World Report Best Colleges Ranking é um conjunto anual de classificações de faculdades e universidades dos Estados Unidos, publicado pela primeira vez pela U.S. News & World Report em 1983. Ela foi descrita como a classificação institucional mais influente do país.
As classificações das melhores faculdades geraram polêmica e foram denunciadas por vários especialistas em educação. Os detratores argumentam que elas se baseiam em dados autorrelatados, às vezes fraudulentos, pelas instituições, incentivam a manipulação por parte das instituições que buscam melhorar sua classificação, implicam uma falsa precisão ao derivar uma classificação ordinal de dados questionáveis, contribuem para o frenesi das admissões ao destacar indevidamente o prestígio, e ignoram o ajuste individual ao comparar instituições com missões amplamente divergentes na mesma escala.
Em 2022, a Universidade Columbia foi rebaixada do 2º para o 18º lugar na classificação após um relatório do professor de matemática da universidade, Michael Thaddeus [en], que revelou que a Universidade Columbia informou dados incorretos à U.S. News & World Report. As demais “universidades nacionais” não foram renumeradas

### Melhores Universidades Globais
Em outubro de 2014, a U.S. News & World Report publicou sua classificação inaugural de “Melhores Universidades Globais”. A Inside Higher Ed [en] observou que a U.S. News estava entrando na área de classificações internacionais de faculdades e universidades, que era “dominada por três grandes classificações universitárias globais”, a Times Higher Education World University Rankings, a Academic Ranking of World Universities e a QS World University Rankings. Robert Morse, estrategista-chefe de dados da U.S. News, disse que “é natural que a U.S. News entre nesse espaço”. Ele disse que a U.S. News “também será a primeira editora americana a entrar no espaço de classificações globais”.

### Melhores Hospitais
Desde 1990, a U.S. News & World Report tem compilado as classificações dos Melhores Hospitais. As classificações baseiam-se especificamente em uma metodologia diferente que analisa casos difíceis (alta acuidade) em 16 especialidades, incluindo câncer; diabetes e endocrinologia; ouvido, nariz e garganta; gastroenterologia, geriatria, ginecologia; cardiologia e cirurgia cardiovascular; distúrbios renais; neurologia e neurocirurgia; oftalmologia, ortopedia, psiquiatria, pneumologia, reabilitação, reumatologia e urologia. Além das classificações para cada uma dessas especialidades, os hospitais que se destacam em muitas áreas da U.S. News são classificados no Quadro de Honra.

### Melhores Automóveis
Desde 2007, a U.S. News usa um sistema de classificação inovador para automóveis novos e usados. As classificações abrangem mais de 30 classes de carros, caminhões, SUVs, minivans, carroças e carros esportivos. Cada automóvel recebe uma pontuação geral e uma pontuação de desempenho, interior e recomendação arredondada para o décimo mais próximo de um por cento em uma escala de 1 a 10. As pontuações são baseadas na opinião consensual dos especialistas automotivos de confiança dos Estados Unidos, bem como em dados de confiabilidade e segurança. A U.S. News também produz os prêmios anuais “Best Cars for the Money” e “Best Cars for Families” em aproximadamente 20 classes de carros, caminhões, SUVs e minivans. Os vencedores da primeira categoria são obtidos combinando o preço do veículo e o custo de propriedade de cinco anos com a opinião da imprensa automotiva, enquanto os prêmios para a segunda categoria são tabulados combinando as opiniões dos críticos com a disponibilidade do veículo em termos de recursos para a família e espaço interno, bem como dados de segurança e confiabilidade. Os vencedores dos prêmios “Best Cars for the Money” e “Best Cars for Families” são anunciados em fevereiro e março de cada ano, respectivamente.

### Melhores Estados Americanos

Classificação educacional dos residentes do estado em 2019.

Em 2017, a U.S. News publicou sua primeira classificação de todos os 50 estados dos EUA, incorporando métricas em sete categorias: assistência médica, educação, crime e correções, infraestrutura, oportunidade, economia e governo. A ponderação das categorias individuais para determinar a classificação geral foi informada por pesquisas sobre o que é mais importante para os residentes. Massachusetts ocupou a primeira posição, e Louisiana ficou na pior posição.
Em 2018, as oito categorias foram: assistência médica, educação, economia, oportunidade, infraestrutura, crime e correções, estabilidade fiscal e qualidade de vida. Iowa ficou em primeiro lugar, e a Louisiana, em último. Em 2019, o ambiente natural substituiu a categoria de qualidade de vida. Washington ocupou a primeira posição, e a Louisiana, a pior.
Nenhuma classificação foi publicada em 2020. Em 2021, Washington, Minnesota e Utah ficaram no topo da lista; Novo México, Mississippi e Louisiana foram classificados como os piores.